# Aixam

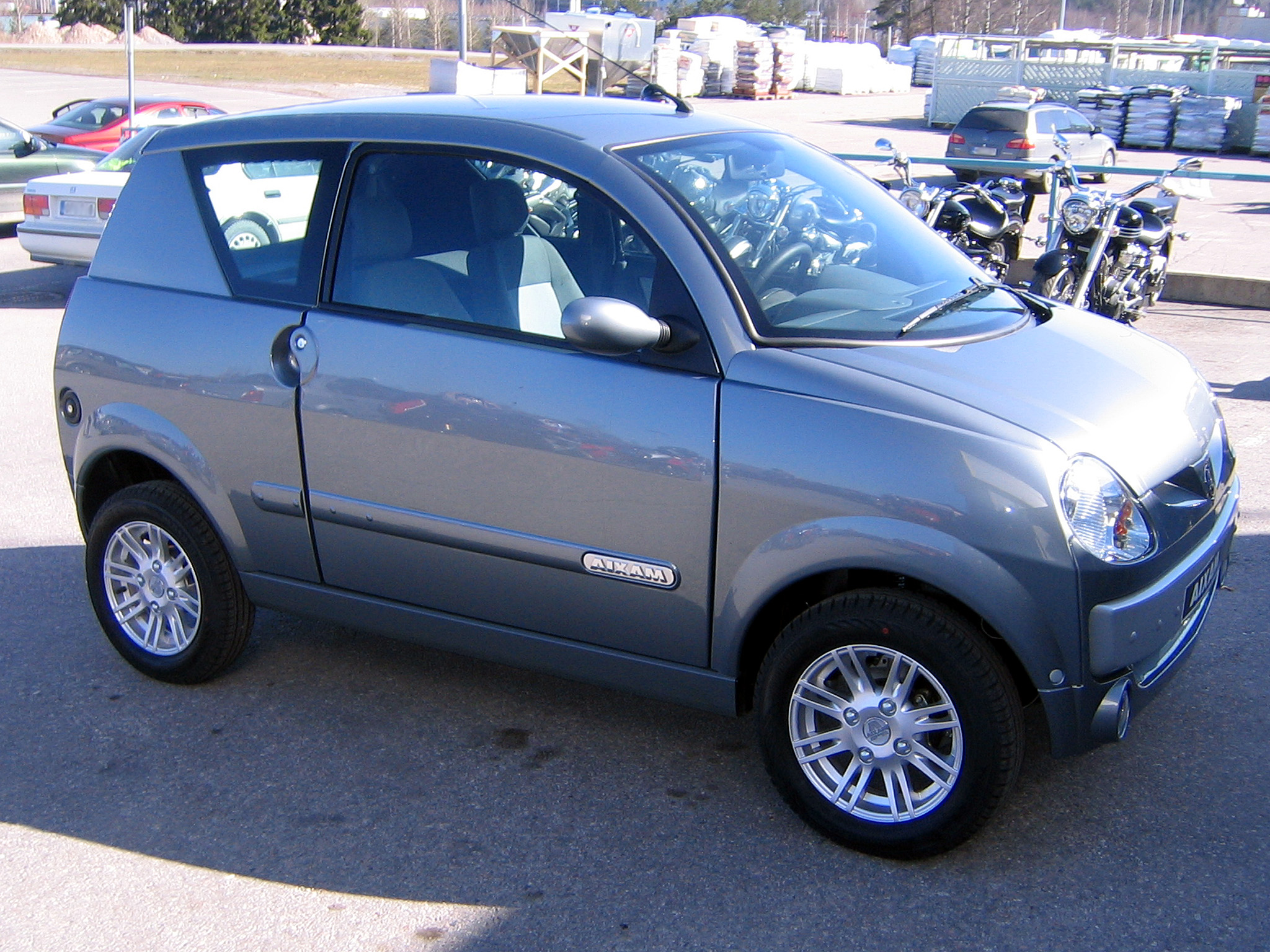
Aixam A.741

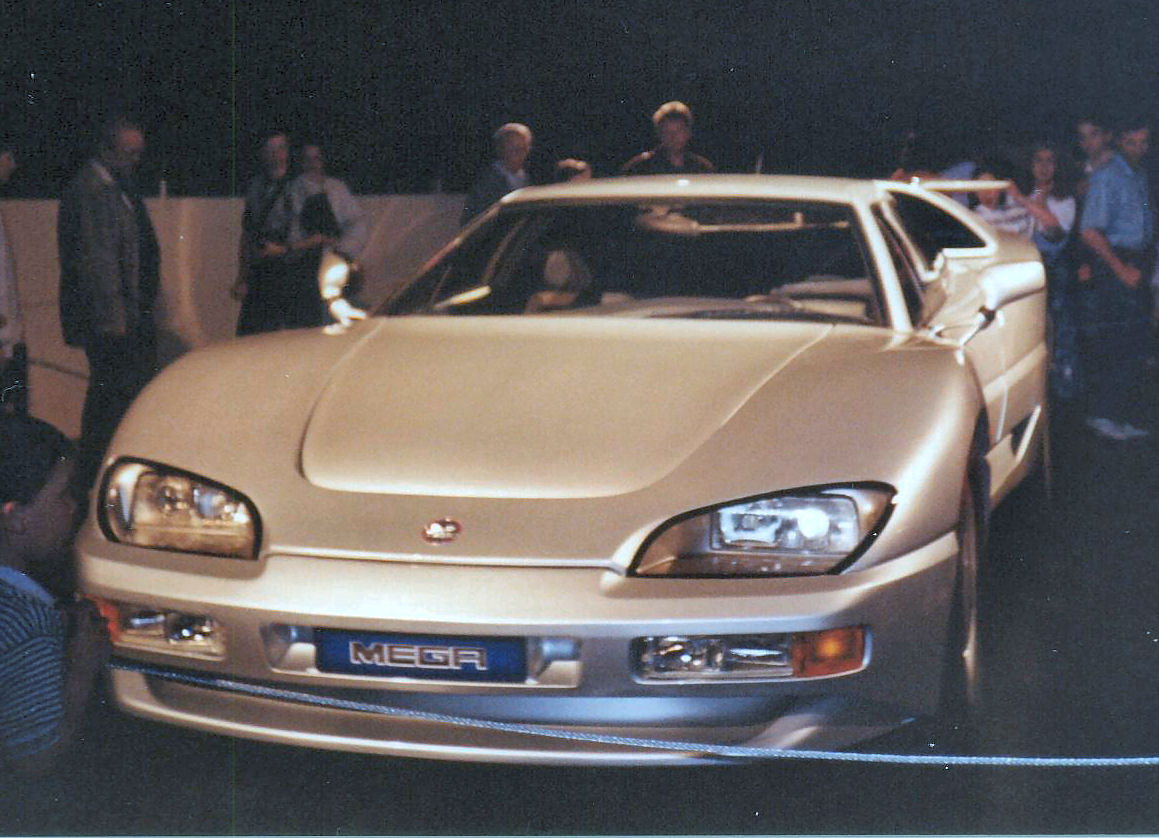
Mega Track

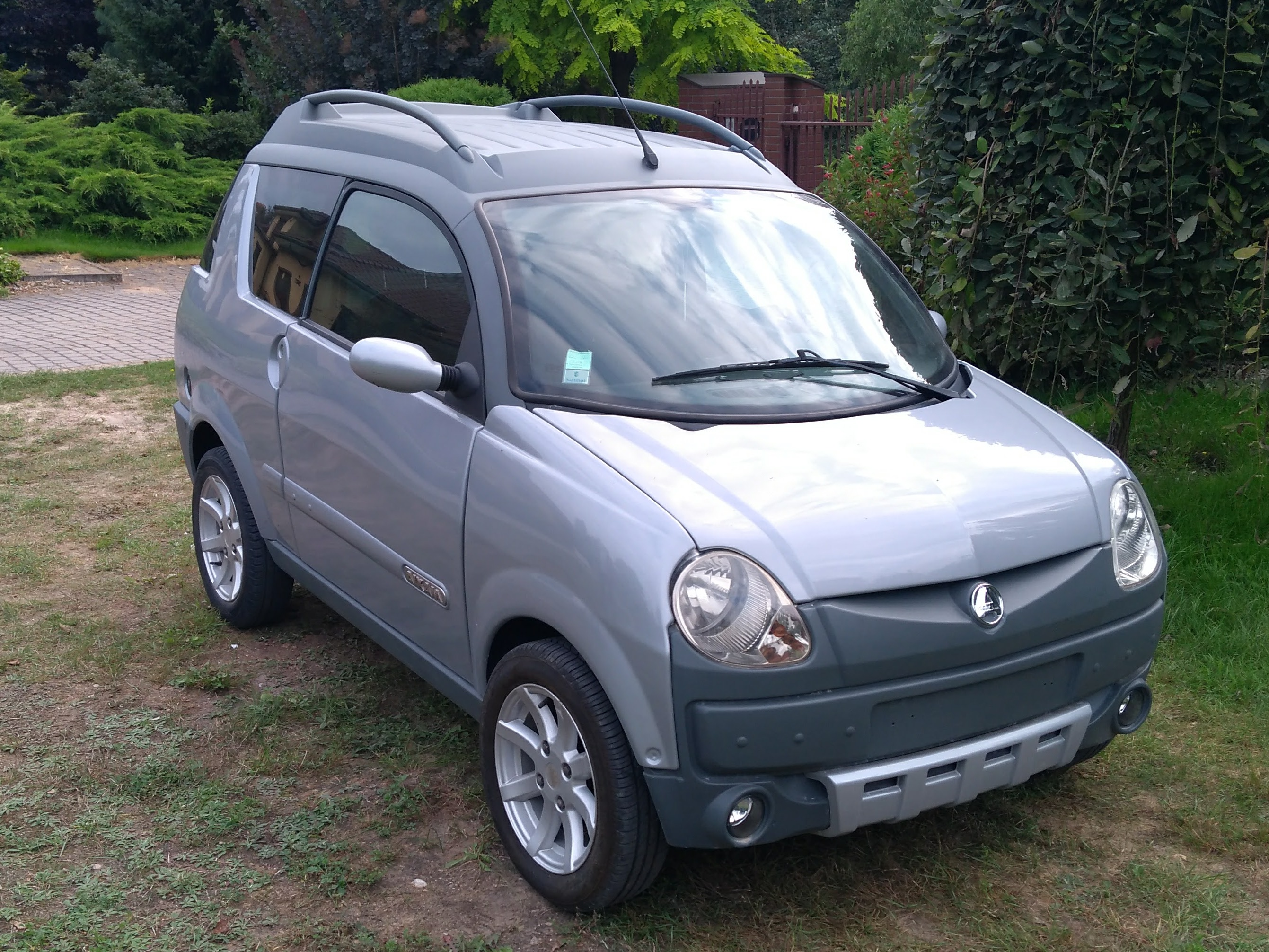
Aixam Crossline 2005-2010

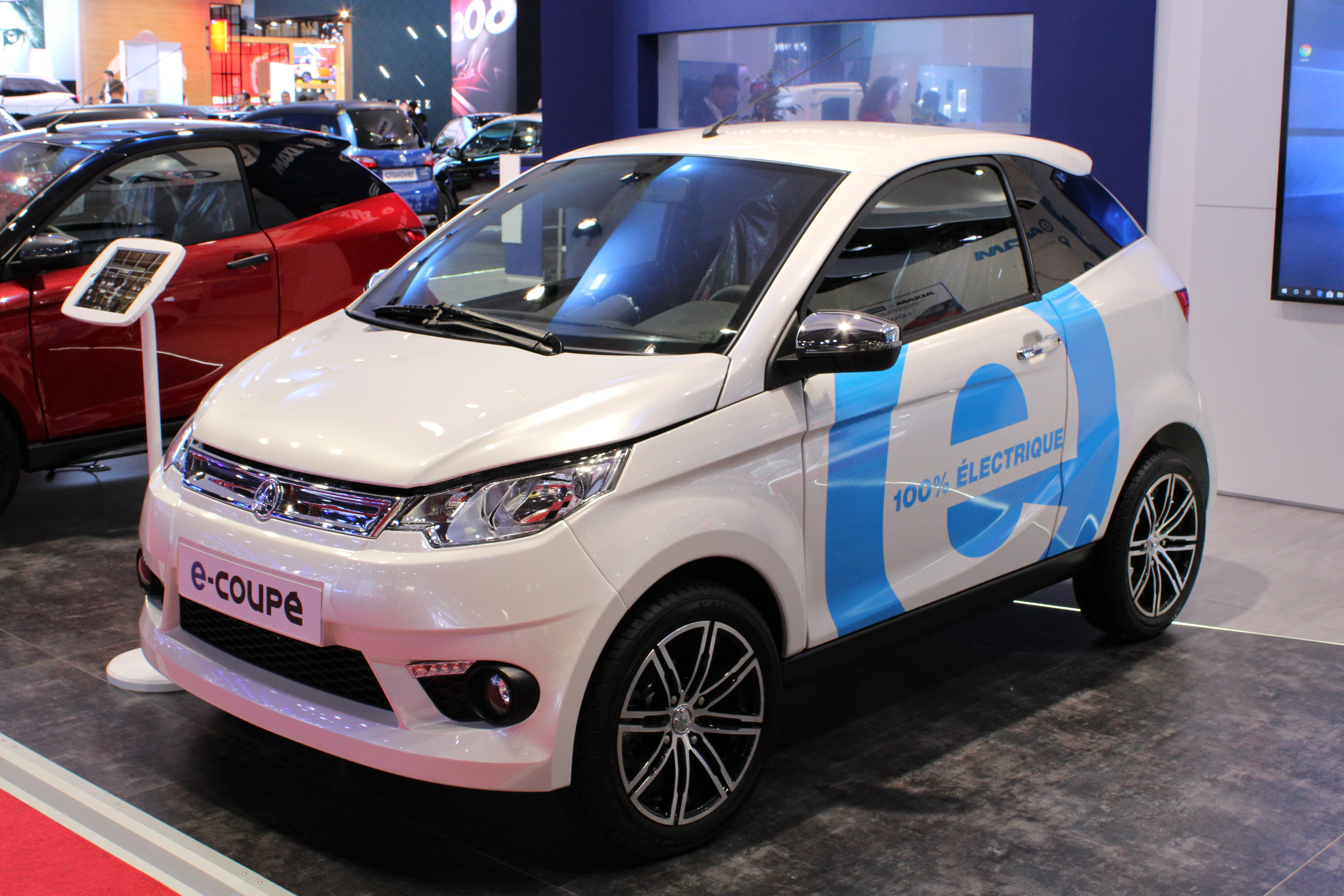
Aixam e-Coupe

Aixam-Mega S.A. – francuskie przedsiębiorstwo motoryzacyjne specjalizujące się w produkcji mikrosamochodów. 
Pod marką Aixam wytwarzane i sprzedawane są czterokołowce lekkie (L6e) i czterokołowce ciężkie (L7e), pod nazwą Mega – pojazdy czterokołowe użytkowe. Siedzibą przedsiębiorstwa jest miasto Aix-les-Bains.

## Historia
Firma powstała w 1983 roku. Przejęła wówczas produkcję po bankrutującej spółce AROLA, która specjalizowała się w budowie niewielkich pojazdów i wózków elektrycznych. W 1984 roku rozpoczęto produkcję pierwszego modelu mikrosamochodu osobowego pod marką Aixam. W 1992 roku powołano do życia markę samochodów sportowych i osobowych Mega, którą jednak w 2002 roku zmieniono na markę małych pojazdów dostawczych.
W 2009 roku firma Aixam-Mega przejęła firmę NICE Car Company, która specjalizuje się w pojazdach o napędzie elektrycznym.

## Modele

### Aixam
- Aixam A.721
- Aixam A.741
- Aixam A.751
- Aixam City
- Aixam Crossline
- Aixam Roadline
- Aixam Scouty
- Aixam Scouty R
- Aixam Crossover
- Aixam 500
- Aixam Coupe
- Aixam GTO

### Mega
- Mega Multitruck
- Mega Club/Ranch
- Mega Track
- Mega Monte Carlo
- Mega Concept
- Mega Moskito
- Mega City